# Долина проклятий
«Долина Проклятий» (англ. Damnation Alley) — роман американского писателя-фантаста Роджера Желязны. Опубликован в 1969 году, основан на одноимённой повести 1967 года.

## Сюжет
Действие романа разворачивается в постапокалиптической Америке, разрушенной ядерной войной. Несколько уцелевших штатов (Бостон и Калифорния) становятся государствами вместо прежних США. Ураганные ветры, дующие на высоте более пятисот футов над землёй, делают невозможным любой вид передвижения по воздуху. В Калифорнию приезжает умирающий гонец из Бостона с просьбой о помощи — в Бостоне свирепствует чума. Пожизненно осуждённому Чёрту Таннеру (англ. Hell Tanner), убийце и бандиту, последнему живому члену банды Hells Angels, предлагают освобождение и амнистию в обмен на выполнение почти самоубийственной миссии — пересечь американский континент, руины Америки от Лос-Анджелеса до Бостона, проехать через «Долину проклятий» (в Канзасе) и привезти сыворотку Хавкина в Бостон. Амнистия вступит в силу только в Бостоне. Таннер — выдающийся водитель, ему удавалось доехать до самой реки Миссисипи. Он соглашается, однако, выйдя на свободу, сбегает, пытаясь добраться до Южной Америки, но попадает в полицейскую засаду.
Таннер отвечает согласием на последнее предложение министра транспорта Калифорнии и в этот же день выезжает в составе колонны из трёх броневиков. Гигантская ящерица Хила разбивает первую машину. Вторая попадает в воронку смерча. В пути герой претерпевает моральную перемену, он задаётся целью достичь Бостона, чтобы он не походил на безжизненную Долину Проклятий. Он разоружает напарника, попытавшегося развернуть машину обратно, и оставляет его у фермеров. Начинаются населённые места, но на последнем участке пути от Олбани до Бостона герою приходится вступить в бой с крупнейшей мотоциклетной бандой «Королей». Герою удаётся истребить бандитов, но его машина с продырявленными шинами попадает под бурю. Он продолжает свой путь на мотоцикле и становится жертвой другой банды. Таннер истребляет бандитов и, находясь на грани смерти, достигает Бостона.

## Экранизация
По мотивам романа в 1977 году был снят одноименный фильм (режиссёр Джек Смайт). Роджер Желязны положительно оценил первоначальный, близкий к книге сценарий Лукаса Хеллера, однако использованный в итоге сценарий Алана Шарпа оказался совершенно другим.